# Trio (band)

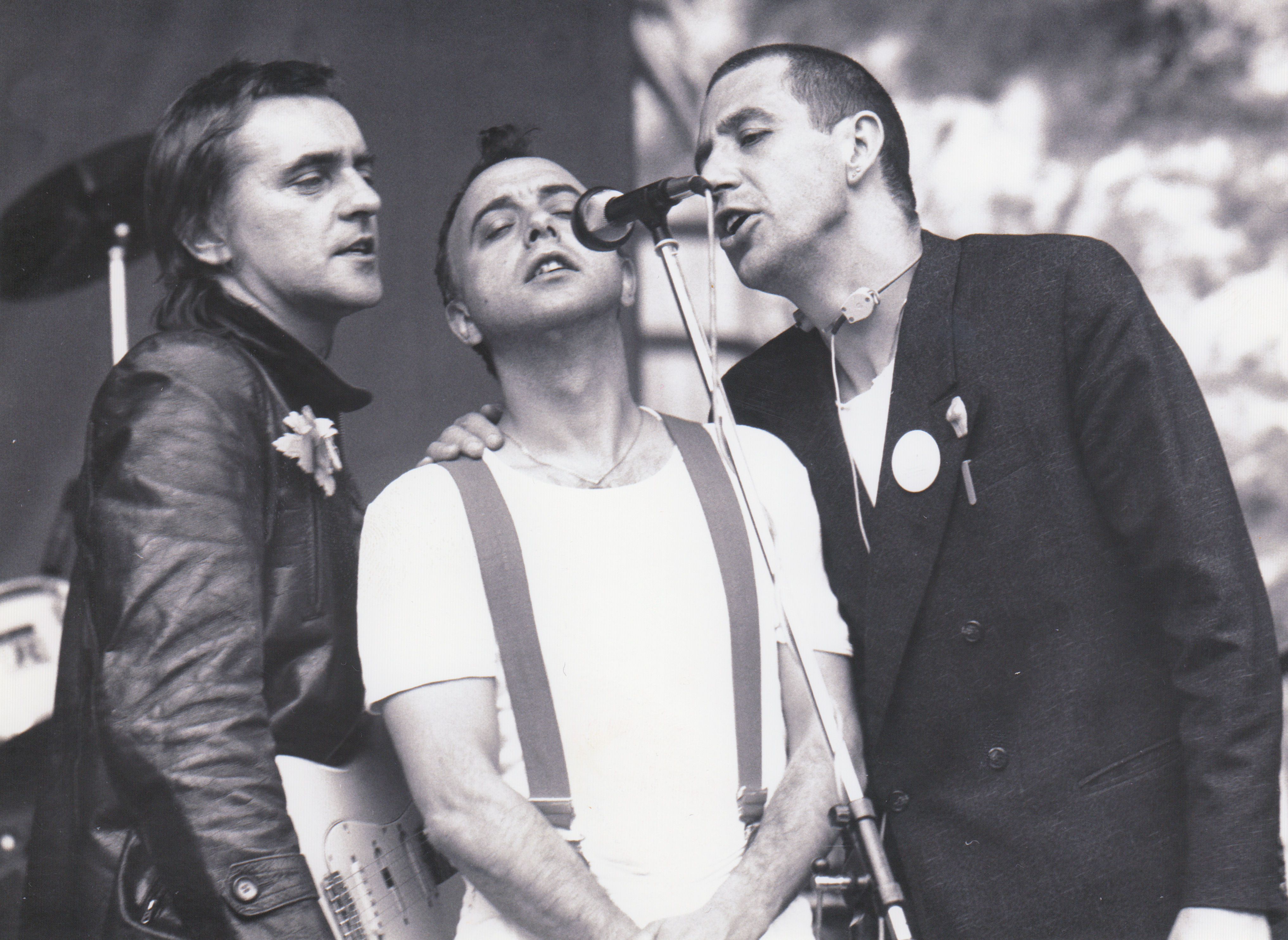
Trio (1982)

Trio was een West-Duitse muziekgroep die actief was in de jaren 80 en onderdeel was van de Neue Deutsche Welle. 
De band is van oorsprong afkomstig uit Großenkneten ten zuiden van de stad Oldenburg.

## Historie
Trio is vooral bekend van het nummer Da Da Da (ich lieb dich nicht du liebst mich nicht aha aha aha). 
In Nederland was de plaat op vrijdag 11 juni 1982 Veronica Alarmschijf op Hilversum 3 en werd een grote hit. De plaat bereikte de zevende positie in de Nederlandse Top 40 en stond in totaal zeven weken genoteerd in de hitlijst. In de Nationale Hitparade bereikte de plaat de elfde positie. Op donderdag 16 februari 1984 was "Tooralooralooraloo, Is It old, Is It New"  TROS Paradeplaat op Hilversum 3 en werd een bescheiden hit. De plaat bereikte de 30ste positie in de Nationale Hitparade en de 34ste positie in de Nederlandse Top 40.
Echter Trio bleef in Nederland een eendagsvlieg met een gimmickdeuntje dat vooral opviel door gebruik van het speelgoedkeyboard de Casio VL-1.  
De band bestond uit drummer Peter Behrens (1947-2016), zanger en componist Stephan Remmler (1946) en gitarist Gert "Kralle" Krawinkel (1947-2014).

## Trivia
Het nummer Da Da Da werd gepersifleerd door de nieuwe Haagse welle band "Bob Barbeque & Willy Would-Be plus Agaath" als "Bla Bla Bla".